# Economía de Suiza
La economía de Suiza, a pesar de la ausencia de recursos naturales, es una de las más prósperas y desarrolladas del mundo. La tasa de desempleo, así como la inflación, son particularmente bajas y sus ingresos son bastante elevados tanto como sus importaciones.

## Sectores de actividad

### Sector terciario
Actualmente, la mayoría de los empleos se encuentra en el sector terciario y continúa avanzando en este sector gracias a la importancia de las actividades financieras, de seguros y de transportes, así como consultoras. Además el aumento del nivel de vida, nada despreciable en Suiza después de mediados del siglo XX, participa en el progreso del sector gracias a una ganancia de intereses en las actividades de entretenimiento de la población (vacaciones, cine, actividades deportivas, entre otras). El turismo, los bancos y los estudios de ingeniería son sectores de gran prosperidad.

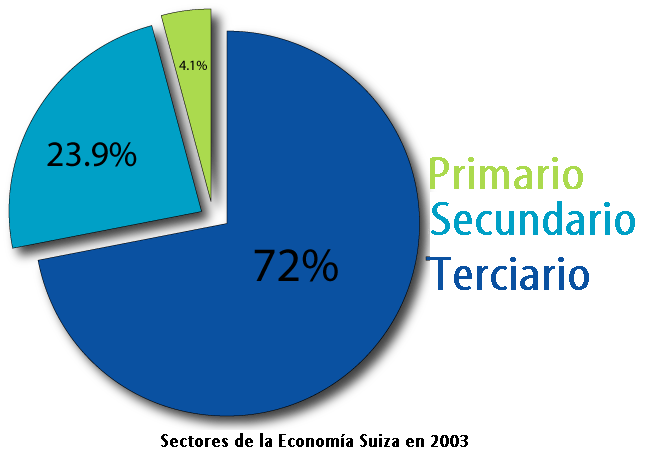
Distribución de los sectores productivos.

### Sector secundario
El sector secundario está en regresión desde los años 70. Las principales razones son:
- El traslado de las actividades del sector, debido en parte a los costes extremadamente elevados.
- El traslado de la producción hacia los países asiáticos y de Europa del Este.

A pesar de esto, los sectores de la mecánica, la electrónica, la relojería, la tecnología médica y la química son reconocidos por su calidad e innovaciones. Entre las empresas que ejercen en este dominio, Novartis —líder mundial de medicamentos genéricos— es una de las más grandes empresas farmacéuticas del mundo, Hoffmann-La Roche, otra empresa importante de medicamentos y los grupos relojeros Swatch, Richemont y Rolex.

### Sector primario
El sector primario ocupa un lugar mínimo en la economía suiza. El coste de la agricultura no permite la exportación sin la ayuda del estado (subvenciones), que utiliza miles de millones de francos, lo que permite la supervivencia de un gran número de agricultores. El consumo de productos biológicos y las restricciones de utilizar abonos y pesticidas comienza a ganar parte de la opinión suiza. Los controles son muy estrictos y son uno de los factores principales que beneficia la imagen de la agricultura suiza. 
Los OGM son todavía centro de polémica, los sondeos demuestran que la población suiza está de acuerdo con la búsqueda científica en ese dominio —el grupo Syngenta, filial agro de Novartis, es actualmente líder del sector—, aunque esta está en desacuerdo con el consumo de estos productos.
La empresa suiza Nestlé, cuya sede principal se encuentra en Vevey, es el líder mundial de la industria agroalimentaria.

#### Detalles
| utilización del suelo           | cifras     | 1990-2002 |
| ------------------------------- | ---------- | --------- |
| praderas artificiales           | 118 978 ha | +31,7 %   |
| viñas                           | 13 485 ha  | +8,7 %    |
| cultivo frutero                 | 7 808 ha   | +6,4 %    |
| praderas naturales y pastizales | 627 059 ha | -1,2 %    |
| superficie útil restante        | 13 824 ha  | +24,5 %   |

| producción vegetal  | cifras                    |
| ------------------- | ------------------------- |
| cereales            | 1 millón de toneladas     |
| patatas             | 518 000 toneladas         |
| remolacha azucarera | 1,4 millones de toneladas |
| legumbres           | 312 000 toneladas         |
| frutas              | 367 000 toneladas         |

Agricultura ecológica: al menos un 7 % del territorio cultivable de cada campesino del valle es reservado para prados que no serán cultivados, y por los cuales la Confederación paga hasta 500 CHF por hectárea como compensación. 
En principio, los prados no deben ser cortados antes del 15 de junio. Además, en 2004 se tomaron precauciones para limitar el impacto sobre la fauna y la flora, con medidas como:
- Cortar en bandas o comenzando al interior para terminar hacia el exterior.
- No triturarlo inmediatamente después de la cortada.

Los suizos son los primeros consumidores, y de lejos, de los productos basados en un comercio justo, que garantiza, para los productos alimentarios como el café, los bananos o el té, un precio razonable que dé buenas condiciones de trabajo al productor. Esta tendencia está progresando constantemente.
A continuación, cifras publicadas en Max Havelaar sobre el consumo por persona de producto vendido bajo esta política en un año (2003):
1. Suiza 14 €
2. Holanda 2,88 €
10. Francia 0,60 €

### Proporciones
Los tres sectores económicos en cifras (2003): 
- Sector primario: 4,1 % de la población, en descenso.
- Sector secundario: 23,9 % de la población, en descenso.
- Sector terciario: 72 % de la población, en aumento.

Es de anotar que la diferencia en el porcentaje de trabajo entre mujeres y hombres es relativamente importante, ya que en 2003, solamente había un 49,9 % de mujeres con un contrato a tiempo completo, mientras que el de los hombres llega a un 63 %.

## Trabajo

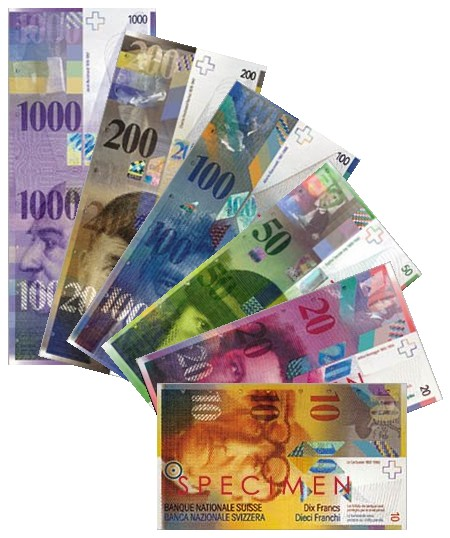
Varios billetes de francos suizos.

La duración de la semana laboral en Suiza es una de las más largas en Europa, después de Inglaterra, con una media de 42 horas para un trabajador a tiempo completo. 
Pocas son las protestas que se producen, notablemente gracias a la convención firmada por los patrones y los sindicatos en 1937 llamada Paz del Trabajo: esta convención establece las reglas de conciliación en caso de un conflicto. Esta solución que favorece la discusión en vez de la acción, ha permitido la reducción de pérdidas de las jornadas de trabajo. 
En octubre de 2004, los tres principales sindicatos del país decidieron fusionarse para dar nacimiento a UNIA, que reúne unas 200 000 personas en unas sesenta profesiones diferentes. 

### Salario
El salario de los ciudadanos suizos es en media más alto que en la mayoría de los demás países del mundo, sea hablando de salario bruto o salario neto.
Según un estudio de la UBS, que comparó el salario de trece profesiones repartidas en las mayores ciudades del mundo, el salario neto de los suizos es el más elevado, Zúrich ostenta el primer lugar, seguida de Basilea y Ginebra; Suiza se encuentra justo antes de los países escandinavos.
De media, un suizo gana aproximadamente 30 CHF por hora, y la diferencia entre el salario bruto y el salario neto suele ser menos importante que en el resto de Europa, lo que puede explicar que obtenga las primeras posiciones.
El salario varía según el grupo social: según las cifras del OFE (Oficina federal de estadísticas), que comparan los ingresos de los hogares, un agricultor gana en media 4302 CHF, mientras que un asalariado gana más o menos unos 7200 CHF, o sea una diferencia de más del 40 %. El salario medio en Suiza es de 5410 CHF brutos. 
La evolución de los salarios fue constante hasta los años 1990. Entre 1993 y 2000, los salarios tuvieron un período de poca evolución. Hoy se puede constatar una fuerte progresión de los salarios de las mujeres, el índice de salario real encontró que las mujeres vieron aumentar sus salarios un 4,1 % durante el período 2000-2003, mientras que los hombres vieron subir sus salarios un 3,5 %. Este proceso se explica ya que, según estudios realizados, por lo general las mujeres ganan un 15 % menos que los hombres aunque la ley de igualdad de sexos esté recogida en la constitución.

### Desempleo
El desempleo ha sido particularmente bajo en Suiza si se compara con los países vecinos. A pesar de un aumento récord en 1997 en el cual se alcanzó una tasa de 5,2 %, la tasa de desempleo es estable y se ubica en un 3,4 % (enero de 2013). En junio de 2005 había 140 661 personas desempleadas, lo que indica una tasa de 3,6 %.
La tasa de desempleo varía según la población. Los más tocados son los extranjeros, dentro de los cuales el nivel de calificación es generalmente más bajo. Vienen luego los suizos romanos (franceses) y los suizos italianos (Tesino) y las tasas más bajas corresponden a las regiones alemanas. Las tasas más grandes de desempleo se encuentran concentradas en las centros urbanos como Zúrich o Ginebra.

## PIB
El producto interno bruto suizo tuvo un aumento constante hasta principios de los años 90, cuando empezó a descender. En 2020, fue de unos 752 250 millones de dólares corrientes, en el mismo año el crecimiento del PIB fue negativo -2,4 %.

### Comercio exterior
Las exportaciones representan 123 000 millones de CHF (80 000 millones de euros). Los principales socios son Alemania, Francia e Italia. La Unión Europea (UE) recibe el 60 % de las exportaciones.
Los sectores principales de la exportación suiza son: El chocolate 
(45 000 millones de CHF) y la industria de precisión como la relojería, la electrónica o la maquinaria (56 000 millones de CH).
El comercio exterior es el principal contribuyente del PIB suizo. Este era de 11 543 dólares por habitante en 2001 comparados a 7000 por habitante en Alemania y 6000 por habitante en la UE. Pero esto no quiere decir que sean ricos, sino que su economía transcurre a más velocidad que la de otros países europeos. Así pues, el sector financiero, gracias al comercio, llega a representar 67 % del PIB.

#### Importaciones
Se presentan, a continuación, las mercancías de mayor peso en las importaciones de Suiza para el período 2010 - 2015. Las cifras están expresadas en dólares estadounidenses valor FOB.

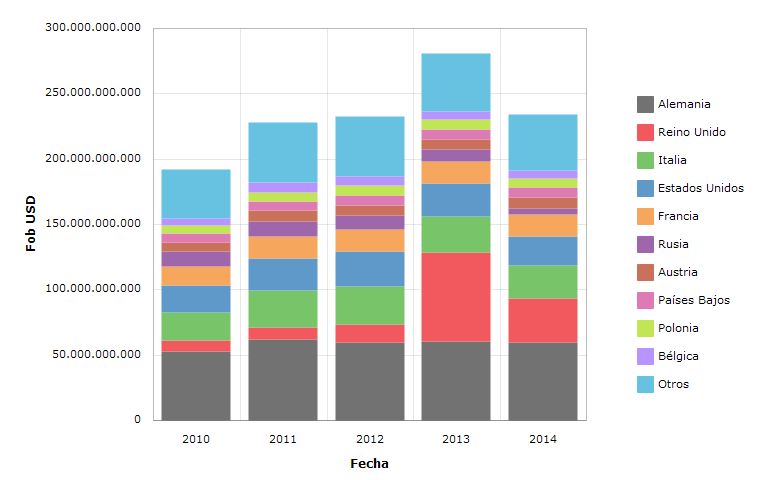
Importaciones de Suiza del periodo 2010 - hasta abril de 2015 expresadas en USD valor FOB. [http://trade.nosis.com/es/Comex/Importacion-Exportacion/Suiza/Todas-las-posiciones-arancelarias/CH/00 Fuente

| Fecha Mercadería por capítulo arancelario | 2010            | 2011            | 2012            | 2013            | 2014            |
| --- | --------------- | --------------- | --------------- | --------------- | --------------- |
| 71 - perlas naturales o cultivadas, piedras preciosas o semipreciosas, metales preciosos, chapados de metal precioso (plaque) y manufacturas de estas materias; bisutería; monedas                   | 42 525 295 277  | 58 035 087 898  | 66 962 472 563  | 112 651 912 777 | 66 512 447 793  |
| 30 - medicamentos envasados | 15 506 639 917  | 18 609 711 460  | 17 530 476 501  | 18 644 110 029  | 20 159 631 803  |
| 84 - calderas, máquinas, aparatos y artefactos mecánicos; partes de estas máquinas o aparatos | 16 327 849 033  | 18 133 436 261  | 17 320 618 269  | 18 095 195 350  | 18 288 128 862  |
| 87 - vehículos automóviles, tractores, velocípedos y demás vehículos terrestres, sus partes y accesorios                                                                                             | 11 755 587 027  | 14 745 884 591  | 14 278 737 516  | 13 738 700 780  | 14 225 129 790  |
| 27 - combustibles minerales, aceites minerales y productos de su destilación; materias bituminosas; ceras minerales                                                                                  | 13 375 030 160  | 14 918 681 749  | 16 601 289 332  | 13 635 106 613  | 8 569 776 082   |
| 85 - máquinas, aparatos y material eléctrico, y sus partes | 11 470 155 169  | 12 479 760 346  | 11 730 699 479  | 11 969 890 759  | 12 322 292 523  |
| 29 - productos químicos orgánicos | 8 394 358 471   | 8 883 902 928   | 10 406 937 236  | 10 916 535 475  | 10 766 744 179  |
| 39 - plásticos y sus derivados | 5 653 432 459   | 6 479 884 582   | 6 006 997 044   | 6 237 756 251   | 6 417 289 836   |
| 90 - instrumentos y aparatos de óptica, fotografía o cinematografía, de medida, control o precisión; instrumentos y aparatos medicoquirurgicos; partes y accesorios de estos instrumentos o aparatos | 5 517 382 863   | 6 029 019 304   | 6 120 418 749   | 5 247 695 917   | 6 808 439 123   |
| 97 - objetos de arte o colección y antigüedades | 3 551 565 421   | 3 722 170 237   | 4 804 448 479   | 4 352 507 676   | 4 606 828 414   |
| Demás capítulos | 57 764 642 153  | 66 404 630 505  | 60 993 630 396  | 65 443 642 799  | 65 612 208 824  |
| Total | 191 841 937 950 | 228 442 169 862 | 232 756 725 565 | 280 933 054 428 | 234 288 917 230 |

#### Exportaciones
Se presentan a continuación los principales socios comerciales de Suiza para el periodo 2010-2014. La mayoría de sus importadores están en Europa salvo Estados Unidos, China, Japón y Turquía. Las cifras expresadas son en dólares estadounidenses valor FOB.

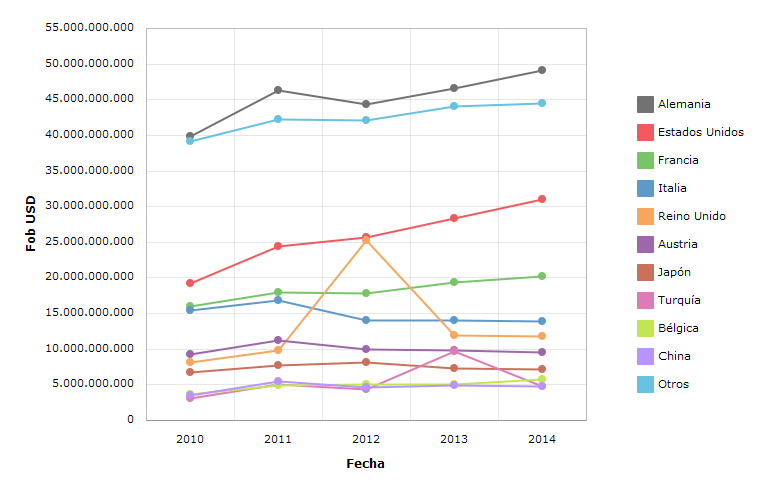
Exportaciones de Suiza del periodo 2010 - 2014 expresadas en USD valor FOB. [http://trade.nosis.com/es/Comex/Importacion-Exportacion/Suiza/Todas-las-posiciones-arancelarias/CH/00 Fuente

| Fecha País importador | 2010            | 2011            | 2012            | 2013            | 2014            |
| --------------------- | --------------- | --------------- | --------------- | --------------- | --------------- |
| Alemania              | 39 846 385 049  | 46 328 952 188  | 44 400 873 266  | 46 589 426 160  | 49 105 241 076  |
| Estados Unidos        | 19 176 290 403  | 24 397 146 633  | 25 723 342 770  | 28 323 464 452  | 31 057 816 874  |
| Francia               | 16 052 719 742  | 17 892 969 904  | 17 762 457 847  | 19 295 798 732  | 20 231 068 224  |
| Italia                | 15 386 568 192  | 16 896 922 012  | 14 063 777 315  | 13 962 549 356  | 13 899 003 612  |
| Reino Unido           | 8 108 133 864   | 9 837 794 240   | 25 258 612 152  | 11 918 325 567  | 11 716 349 493  |
| Austria               | 9 305 368 319   | 11 162 400 512  | 9 977 661 605   | 9 875 568 645   | 9 559 747 829   |
| Japón                 | 6 731 458 910   | 7 774 847 758   | 8 153 111 982   | 7 258 473 183   | 7 210 701 784   |
| Turquía               | 3 153 594 934   | 5 018 892 251   | 4 304 631 965   | 9 647 132 480   | 4 817 415 142   |
| Bélgica               | 3 689 005 059   | 4 889 638 505   | 4 982 573 744   | 5 088 362 545   | 5 806 713 613   |
| China                 | 3 470 822 047   | 5 447 904 683   | 4 692 571 017   | 4 868 114 317   | 4 734 180 849   |
| Resto del mundo       | 39 174 756 611  | 42 191 053 186  | 42 062 161 209  | 44 064 060 449  | 44 423 286 705  |
| Total                 | 164 095 103 130 | 191 838 521 871 | 201 381 774 871 | 200 891 275 885 | 202 561 525 201 |

### precios de mercado
El siguiente gráfico muestra la evolución del producto interior bruto de Suiza a precios de mercado:
| Year | GDP (billions of CHF) | US Dollar Exchange |
| ---- | --------------------- | ------------------ |
| 1980 | 184                   | 1.67 Francs        |
| 1985 | 244                   | 2.43 Francs        |
| 1990 | 331                   | 1.38 Francs        |
| 1995 | 374                   | 1.18 Francs        |
| 2000 | 422                   | 1.68 Francs        |
| 2005 | 464                   | 1.24 Francs        |
| 2006 | 491                   | 1.25 Francs        |
| 2007 | 521                   | 1.20 Francs        |
| 2008 | 547                   | 1.08 Francs        |
| 2009 | 535                   | 1.09 Francs        |
| 2010 | 546                   | 1.04 Francs        |
| 2011 | 659                   | 0.89 Francs        |
| 2012 | 632                   | 0.94 Francs        |
| 2013 | 635                   | 0.93 Francs        |
| 2014 | 644                   | 0.92 Francs        |
| 2015 | 646                   | 0.96 Francs        |
| 2016 | 659                   | 0.98 Francs        |
| 2017 | 668                   | 1.01 Francs        |
| 2018 | 694                   | 1.00 Francs        |

### Poder de compra
El PIB por habitante de Suiza se encuentra dentro de los más altos del mundo. Entre algunas de las razones se encuentra la orientación de la producción hacia productos de alto valor agregado y el dominio de los servicios que es muy activo y se encuentra muy bien desarrollado. 
Comparando el PIB por habitante en 2001 era de 31 005 USD en Suiza, mientras que en Alemania era de 26 542 USD y en el resto de la UE de unos 24 000 USD.

### Gastos de las familias
Los gastos ligados a la alimentación se han reducido considerablemente en el curso del siglo XX. Hoy los principales gastos son el arriendo y la energía, que representan un 63,4 % de los gastos familiares. Los seguros y los impuestos y los demás gastos representan solo un 36,6 %. 
El gasto mensual por hogar (constituido en media por dos o tres personas) llega a unos 7912 CHF (unos 5105 €).

### Rentas cantonales

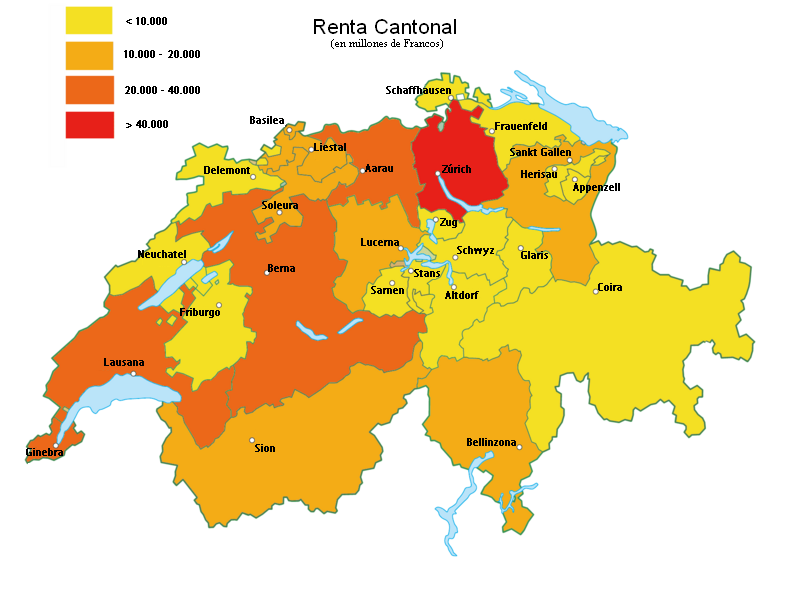
Renta Cantonal

Como podemos observar sobre el mapa, Zúrich es la capital económica de Suiza, con una renta de unos 70 000 millones de francos suizos, este cantón se sitúa lejos de los otros.
Cada región posee su propia especialidad y fuente de renta: así por ejemplo la industria de maquinaria de precisión se ubican en la región del Jura y de Biel-Bienne, las finanzas y la gestión de fortunas en la región de Ginebra o Zúrich, la industria química y farmacéutica en Basilea, la agricultura se sitúa sobre todo en los cantones de Berna y Valais.
Esta diferencia de renta hace inevitablemente que los salarios y las prestaciones sociales varíen de un cantón a un otro. Algunas medidas fueron aplicadas por la confederación para evitar una Suiza a dos velocidades: las regiones con rentas más modestas reciben más ayudas económicas del estado.

## Energía
Suiza es un país pobre en materias primas y no dispone de energías fósiles. Una de sus grandes ventajas es su ubicación en todo el corazón de Europa y sus recursos hidráulicos: Castillo de Oro de Europa, Suiza es la fuente de algunos de los más grandes ríos de Europa, el Rin y el Ródano son los más importantes, esto le posibilita la construcción de represas para la producción de energía eléctrica. 

### Producción

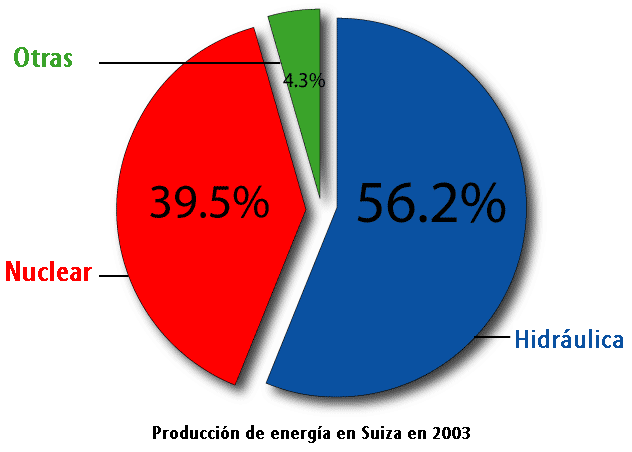
Proporción.

La producción de energía está asegurada principalmente gracias a la energía hidráulica (56,2 %) y la energía nuclear (39,5 %). El proyecto «Salir de lo Nuclear» que preveía la disminución de la producción de energía nuclear fue rechazado por voto popular (referéndum). Otro proyecto de liberalización del mercado energético fue también rechazado por sus habitantes.
En 2003, la producción alcanzó 62 373 GWh.

### Importaciones
La energía importada es principalmente la fósil: 12 millones de toneladas de petróleo bruto. El carbón alcanzó las 116 000 toneladas y el gas 110 000 TJ equivalentes en energía.

### Exportaciones
La cantidad de electricidad exportada alcanzó 31 400 millones de kWh (2000). El cliente principal es Italia.

### Consumo
Los principales consumidores de energía son en orden: los transportes (32,9 %), los hogares (28,4 %), la industria (19,7 %) y los servicios (17,3 %). Los gastos de los consumidores finales alcanzan los 23 000 millones de francos, o sea un 5,5 % del PIB.

## Finanzas

### Moneda
La moneda suiza es el franco suizo (símbolo: CHF): se emiten billetes con valores de diez, veinte, cincuenta, cien, doscientos y mil francos, y monedas de cinco (próximamente fuera de circulación), diez, veinte y cincuenta céntimos, y uno, dos y cinco francos. (1 CHF = 100 céntimos).
Existen también piezas de un céntimo, diez, veinte y doscientos francos, pero estas monedas no circulan de forma corriente, son más bien escasas.
El Banco Nacional Suizo es el encargado de la gestión monetaria. Es independiente del gobierno y tiene como objetivo principal luchar contra la inflación.

### Bancos y gestión de fortuna
El sector de bancario y de gestión de fortuna tiene una buena reputación en el extranjero. La neutralidad del país durante las dos guerras mundiales favoreció la entrada de capitales extranjeros en los bancos suizos.
El establecimiento bancario más grande de Suiza y uno de los más importantes en el mundo es la UBS, que realizó en 2004 un beneficio neto de 8000 millones de CHF (5200 millones de €). El segundo es el Credit Suisse Group que realizó un beneficio neto de 5600 millones de CHF (3700 millones de €).
Los establecimientos suizos manejaban en 2003 unos 3293 miles de millones de CHF (2138 miles de millones de €).

### Alineamiento con los aliados
Aun estando situada en medio de la zona euro, Suiza mantiene el uso de su propia moneda, el franco suizo que sufrió una leve inflación. La presión de sus socios comerciales empujan al país a alinearse a las normas, los tratados bilaterales otras convenciones, en particular de cooperación entre países por la lucha contra el lavado de dinero y contra el terrorismo. La tradicional política de tolerancia de evasión de impuestos, es abatida lentamente y se convierte en un hecho cada vez más escaso.
Suiza es miembro de numerosas organizaciones internacionales como la ONU (a la cual se adhirió en 2002), la OMC, el FMI, el BM, la OCDE, la AELC, el BERD, la CNUCED. Numerosos acuerdos han sido concretados con otros países, como la UE o los Estados Unidos.
Luego de una votación popular en 1992, los suizos rechazaron la adhesión de su país a la UE.

### Suiza, «paraíso fiscal»
Para escapar, al menos en parte, al fisco y a los impuestos de fortuna, en algunos países considerada confiscatoria, algunas personas privilegiadas escogen vivir en Suiza. Estas se benefician de un impuesto acordado en lugar de los impuestos ordinarios de fortuna, calculados con base en los gastos del contribuyente. En la práctica, la administración helvética considera que el impuesto debe representar mínimo cinco veces el monto del arriendo anual de la persona subyugada o el valor locativo de la vivienda en la cual esta vive.
El secreto bancario suizo es garantizado por el artículo 47 de la ley federal sobre los bancos y cajas de ahorro. Este fue introducido en 1934 y prohíbe al representante de un banco divulgar cualquier información —bancaria o no— de uno de sus clientes. Esto podría ser considerado en cierta forma como un secreto profesional, del mismo valor que el secreto médico. Este secreto puede ser levantado si algún proceso de entreayuda judicial internacional lo demanda. Esta discreción favorece la llegada de capitales así como la estabilidad del franco suizo y de la política suiza, aunque constituye un importante punto de controversia en cuestión de justa competencia en la industria financiera, especialmente con los países de la eurozona.

### Precios elevados
La hamburguesa de dos capas (Big Mac) de McDonald's se vende por:
- 6 CHF 50 en Suiza.
- 4 CHF en la zona euro.
- 3 CHF en Japón.
- 1,60 CHF en las Filipinas.

Productos como el arroz y los plátanos son menos caros que en la zona euro.
Según un estudio de la UBS en 2005, las ciudades suizas figuran entre las ciudades con el costo de vida más elevado del mundo (sin vivienda). Dentro de las diez primeras ciudades encontramos cuatro ciudades suizas: Zúrich (que pasa del primer puesto al cuarto); Basilea séptimo; Ginebra (que pasa del puesto primero al noveno); Lugano décimo; la ciudad de Berna que se ubicó en la sexta posición en 2003.

### Finanzas públicas

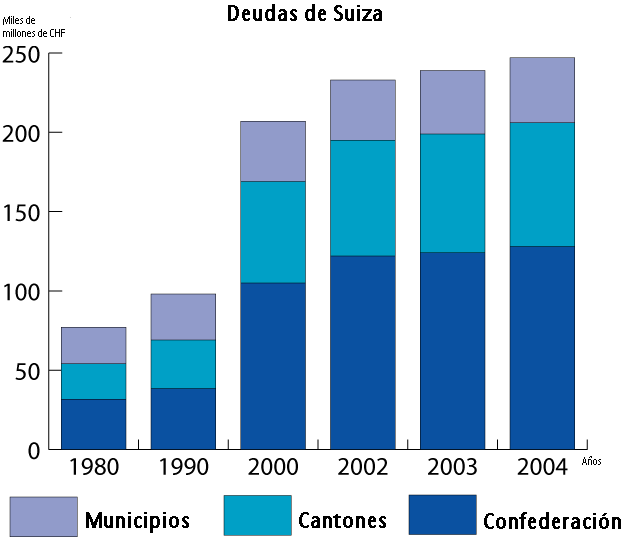
Repartición de la deuda y su evolución entre los años 1980 - 2004.

Los tres niveles administrativos son: la Confederación, los cantones y las comunas. 
La soberanía de los cantones les permite decidir la tasa de imposición (impuesto cantonal). Los cantones reciben la parte más grande de la recaudación pública (63 900 millones de CHF en 2004), seguidos de la Confederación (48 200 millones de CHF) y las comunas (44 300 millones de CHF). La carga fiscal de Ginebra es dos veces más grande que la del cantón de Zug, pero menos elevada que la del cantón del Valais.
La deuda en Suiza seguía en constante aumento pero gracias a las medidas adoptadas para reducir los costos se desaceleró. En 2004, la deuda alcanzó los 241 000 millones de CHF, de los cuales unos 128 000 son únicamente de la Confederación, lo que sugiere una deuda de unos 30 000 CHF por habitante. No obstante, la nueva situación económica de suiza, garantizó notablemente una reducción de las deudas públicas. Así constan, esto debido a las buenas gestiones del ministro de economía, el cual creó un superávit presupuestario de más del 2 %, saldando y restructurando las viejas deudas.
En comparación con la mayoría de los países miembros de la UE, las finanzas públicas de Suiza son aún aceptables. El endeudamiento de las economías más sólidas de la UE, tales como de Alemania (62,4 % del PIB), de Francia (66,7 % del PIB), de Italia (109,6 % del PIB), es marcadamente más alto que el de Suiza.
Los gastos principales son: la educación (24 000 millones de CHF), la previsión social (24 000 millones de CHF) y la salud (16 800 millones de CHF).

## Telecomunicaciones
El mercado de servicios de telecomunicaciones (telefonía, correo, etc) está liberalizado en Suiza desde 1998 cuando la PTT (poste, teléfono y telégrafo) se dividió en la Poste y Swisscom. La Poste es todavía una empresa pública que aún conserva el monopolio de cartas y paquetes de hasta 2 kg. No sucede lo mismo con la telefonía, la compañía Swisscom es una sociedad anónima en la que el estado es aún mayoritario. 

### Telefonía
La liberalización permitió la entrada de nuevos operadores de telefonía tanto fija como móvil. La entrada en acción de estos nuevos operadores (Orange y Sunrise) permitió una reducción de las tarifas de las telecomunicaciones. 
Sin embargo, esta liberalización no se encuentra aún completa, pues Swisscom posee todavía el último kilómetro —el que une al abonado con la central—. Este monopolio se ha estado discutiendo; algunos piensan que el fin del monopolio permitiría la reducción de las tarifas de acceso a Internet (Suiza posee uno de los accesos ADSL más costosos de Europa) y el precio del teléfono fijo. El temor de los opositores es que esta liberalización cree un abismo tecnológico entre la ciudad y el campo.
En 2002, había unas cuatro millones de líneas de teléfono fijo y 5,7 millones de abonados al servicio celular. Actualmente la cobertura de la red móvil alcanza el 99,9 % de la población. Según un estudio de 2002, el 78 % de la población posee un teléfono móvil o portátil. Las empresas de telefonía (fija y móvil) registran una cifra de negocios de unos 14 000 millones de CHF (9100 millones de €).

### Internet
El acceso a Internet ha conocido una alta progresión desde el inicio del año 2000. En 2003, había unos 2,7 millones de abonados a internet, lo que hace de Suiza uno de los países europeos con mayor número de internautas por cada mil habitantes. 
El acceso a internet de alto débito, con 1 282 000 accesos en 2004, posee una de las tasas de acceso más altas de Europa después de Bélgica, Dinamarca y Holanda. El precio del alto débito es más caro que la media europea. Esto puede ser explicado por el monopolio de Swisscom sobre el último kilómetro además del costo de vida elevado.

### Medios
Con sus cuatro lenguas (alemán, francés, italiano y romanche) y su división en cantones, Suiza tiene un buen número de periódicos, televisiones y radios locales. SRG SSR idée suisse es el grupo audiovisual público de Suiza, este se ocupa de las televisoras nacionales en los cuatro idiomas, la SFR (Schweizer Fernsehen), la RTS (Radio Télévision Suisse), la TSI (Televisione svizzera di lingua italiana) y la Televisiun Rumantscha, así como de las radios nacionales.
Los principales periódicos son: Neue Zürcher Zeitung, Berner Zeitung, Der Bund, Basler Zeitung, Tages Anzeiger, Blick, Tribune de Genève y Le Matin. Además de periódicos gratuitos como 20 Minuten, 20 Minutes o el Blick am Abend.

## Transportes
Gracias a su posición geográfica en el centro de Europa, Suiza posee una red de carreteras y ferrovías muy densa. La travesía de los Alpes constituye uno de los campos claves de la estrategia de desarrollo suizo —puesto que estos recubren una gran parte del territorio). Desde los inicios de la industrialización, los suizos han debido mejorar constantemente sus redes transalpinas (en 1882, la inauguración del tráfico por el túnel ferroviario de San Gotardo, de 15 km de largo, en 1906 el túnel del Simplon, entre otros) para favorecer su atractivo para la localización de numerosas empresas y su posición de plaza económica.